# Szopy
Szopy – wieś w Polsce, położona w województwie warmińsko-mazurskim, w powiecie elbląskim, w gminie Gronowo Elbląskie, na obszarze Żuław Elbląskich.
Wieś okręgu sędziego ziemskiego Elbląga w XVII i XVIII wieku. W latach 1975–1998 wieś administracyjnie należała do województwa elbląskiego.
We wsi znajduje się most zwodzony.